# Turcolana smyrnae
Turcolana smyrnae là một loài chân đều trong họ Cirolanidae. Loài này được Botosaneanu & Notenboom miêu tả khoa học năm 1989.